# Hinchazón
En medicina y especialmente en semiología clínica, hinchazón, tumefacción intumescencia o abultamiento son conceptos que describen una protuberancia blanda en el cuerpo. Según la causa, puede ser congénito, traumático, inflamatorio, neoplásico u otro diverso.
Esto puede ocurrir en todas las partes del cuerpo (generalizado), o una parte específica o en un órgano específico (localizados). La hinchazón se considera una de las cinco características de la inflamación, junto con dolor, calor, enrojecimiento y pérdida de función.
En un sentido general, el sufijo médico "megalia" es usado para indicar un crecimiento, como en hepatomegalia, acromegalia y esplenomegalia.
Una parte del cuerpo puede hincharse en respuesta a heridas, infección o enfermedad, así como debido a un edema subyacente. Un ejemplo de esto es la hinchazón del tobillo, que puede ocurrir por todo lo anterior, incluso si existe mala circulación sanguínea.
La hinchazón generalizada, o edema masivo (también llamada anasarca), es un signo común en las personas severamente enfermas. Aunque el edema leve pueda ser difícil de descubrir al ojo inexperto, sobre todo en una persona con sobrepeso u obesa, el edema masivo es muy obvio.

## Causas
Los siguientes signos clínicos son algunas causas posibles de los síntomas de una tumefacción:
Causas posibles generales de tumefacción localizada:
- Herida
- Infección
- Afección de piel
- Edema
- Obstrucción linfática
- Trombosis venosa

Algunas causas posibles de la hinchazón de piel incluyen:
- Traumatismo de piel
- Infección de piel
- Celulitis
- Dermatitis de contacto
- Eccema
- Urticaria
- Reacción alérgica
- Mordedura de insecto
- Picadura de insecto

Algunas causas posibles de un miembro hinchado incluyen:
- Trombosis venosa
- Quemadura solar
- Obstrucción linfática
- Reacción alérgica
- Cáncer

Causas de hinchazón generalizado:
- Edema
- Síndrome premenstrual
- Embarazo
- Preeclampsia
- Paro cardíaco

- Paro cardíaco congestivo
- Nefritis
- Glomerulonefritis
- Síndrome nefrótico

- Insuficiencia renal
- Cirrosis hepática
- Hepatitis crónica
- Varices
- Linfedema

- Obstrucción linfática
- Filariasis
- Deficiencia de proteína
- Enfermedades tiroideas
- Celiaquía

- Colitis ulcerosa
- Desnutrición
- Beriberi
- Ciertos medicamentos
- Exceso de terapia intravenosa

## Tratamiento
Para que la hinchazón, si es suave, evolucione sola, varias cosas pueden ser hechas para aliviar los síntomas o apresurar el proceso (especialmente en las equimosis –moretones o cardenales–), tales como aplicación de hielo, alzamiento (en caso de ser una extremidad) y otras. Se conoce que la aplicación de oxígeno asiste en la reducción de hinchazones.

## Nota
1. ↑  «Hinchazón» fue originalmente voz propia del registro coloquial.[1]